# Suomen Palloliitto
Suomen Palloliitto (SPL, fiń. Finlands Bollförbund, FBF) – ogólnokrajowy związek sportowy, działający na terenie Finlandii, będący jedynym prawnym reprezentantem fińskiej piłki nożnej, zarówno mężczyzn, jak i kobiet, we wszystkich kategoriach wiekowych w kraju i za granicą. Został założony w 1907 roku; w 1908 roku przystąpił do FIFA; w 1954 do UEFA. Dzieli się na 12 regionalnych związków:
- fiń. Helsingin piiri
- fiń. Itä-Suomen piiri
- fiń. Kaakkois-Suomen piiri
- fiń. Keski-Pohjanmaan piiri
- fiń. Keski-Suomen piiri
- fiń. Pohjois-Suomen piiri
- fiń. Satakunnan piiri
- fiń. Tampereen piiri
- fiń. Turun piiri
- fiń. Uudenmaan piiri
- fiń. Vaasan piiri
- szw. Ålands fotbollförbund